# Dzierążnia (Lublin)
Dzierążnia is een plaats in het Poolse district  Tomaszowski (Lublin), woiwodschap Lublin. De plaats maakt deel uit van de gemeente Krynice en telt 430 inwoners.